# إيمي أوستن
إيمي أوستن (بالإنجليزية: Amy T. Austin)‏ هي عالمة بيئة أرجنتينية، وهي باحثةٌ رئيسية في المجلس القومي للبحوث العلمية والتقنية [الإنجليزية] في الأرجنتين وأستاذ بكلية الهندسة الزراعية في جامعة بوينس آيرس.
حصلت في عام 1988 على درجة بكالوريوس الآداب في العلوم البيئية في جامعة ويلاميت [الإنجليزية]، وحصلت على الدكتوراة في عام 1997 في العلوم الحيوية من جامعة ستانفورد. حصلت في عام 2018 على جوائز لوريال-اليونسكو للمرأة في العلوم لمساهماتها المهمة في فهم بيئة النظام البيئي الأرضي في المناظر الطبيعية والمعدلة بواسطة الإنسان.